# Lobocleta trichroa
Lobocleta trichroa är en fjärilsart som beskrevs av Louis Beethoven Prout 1918. Lobocleta trichroa ingår i släktet Lobocleta och familjen mätare. Inga underarter finns listade i Catalogue of Life.